# Fáraókutya
A fáraókutya egy kutyafajta.

## Testfelépítése
A fáraókutya elegáns, erős felépítésű állat. Hátvonala majdnem vízszintes, a fara enyhén lejtős. Mellkasa a könyökéig ér, bordái szépen íveltek. Hasa enyhén felhúzott. A közepes magasságban tűzött farok a tövénél vaskos, majd kihegyesedik. Nyugalomban lelóg-de soha nem a hátsó lábak közé, és ilyenkor a csánkig ér. Amikor az állat figyel vagy mozog, farkát ívben felemeli. Lábai erősek, akárcsak a mancsai. Hosszú, enyhén ívelt, feszes és izmos nyaka van. A fej ék alakú, a koponya hosszúkás és feszes. Az arcorri rész általában valamivel hosszabb, mint a koponya. Oldalról nézve az orrnyereg párhuzamos a koponyatetővel, közöttük enyhe stop látható. A viszonylag magasan tűzött fülek eléggé nagyok és felállók. Szemei ovális alakúak, értelmes tekintetűek. A fáraókutya harapása erős, ollószerű. Szőrzete rövid és fényes. A szőrzet a világostól a sötétig terjedő árnyalatú vörösesbarna. A fehér farokcsúcs igen előnyös. Némi fehér szín a mellkason és lábujjakon, továbbá egy keskeny fehér orrcsík még megengedhető.

## Vérmérséklete
A fáraókutya játékos, értelmes és barátságos, viszonylag engedelmes és kedves természetű eb. Szorosan kötődik gazdájához és családjához, anélkül, hogy túl tolakodó lenne, s a lakásban általában igen nyugodtan viselkedik. Kiegyensúlyozott és jóindulatú, emellett eléggé éber és bátor is. Igen kitartó, és jól fejlett vadászösztöne van. Ez a kutya néha dominánsan viselkedik fajtársaival szemben. A gyerekekkel rendszerint jól kijön, az idegenekkel szemben viszont tartózkodó, de nem agresszív, és nem is félénk. Nem ajánlott macskákkal és más háziállatokkal együtt tartani, mivel azokat zsákmánynak tekinti. Megfelelő módszerekkel, a kora kölyökkorban kezdett neveléssel azonban elérhető, hogy békésen együtt tudjon élni egy nyugodt természetű macskával.

## Előnyei
- Feltűnően szép megjelenésű
- Szeretetteljes
- Intelligens
- Kiváló vadász
- Mókázó kedvű
- Jól elvan a gyerekekkel

## Hátrányai
- Városi életre nem alkalmas
- Idegenekkel szemben bizalmatlan

A fáraókutya a legrégebbi háziasított kutyafajta. Két, gazellára vadászó kopót kör alakú lemezen ábrázoltak mintegy 5000 évvel Krisztus előtt, bizonyára még az első dinasztiát megelőzően. A kutya, legkivált a vadászó kutya bensőséges szerepet játszott az ősi Egyiptom királyainak és nemeseinek mindennapi életében. Nem meglepő hát, hogy síremlékeik falán gyakoriak a kutyákat ábrázoló vésések. A fáraókutya közepes nagyságú kopó, elegáns, erőteljes és gyors. Intelligens és szeretetteljes, bohókás természetű, igen jól elvan a gyerekekkel, de idegenekkel szemben eleinte kissé félénk. Vadászaton lelkes és gyors. Eltérően az angol agártól, mind a szagot, mind pedig a "látványt", azaz a prédát követve tud vadászni.

## Méretei
A kan eszményi magassága 56-63,5 cm, a szukáé 53–61 cm.Testtömege 20–25 kg.Várható élettartam:12-14 év. Összességében az állat jó egyensúlyú legyen. 

## Mozgásigény
Minthogy sok mozgást igénylő fajta, városi és bérházi életre nem alkalmas.

## Eredete és története

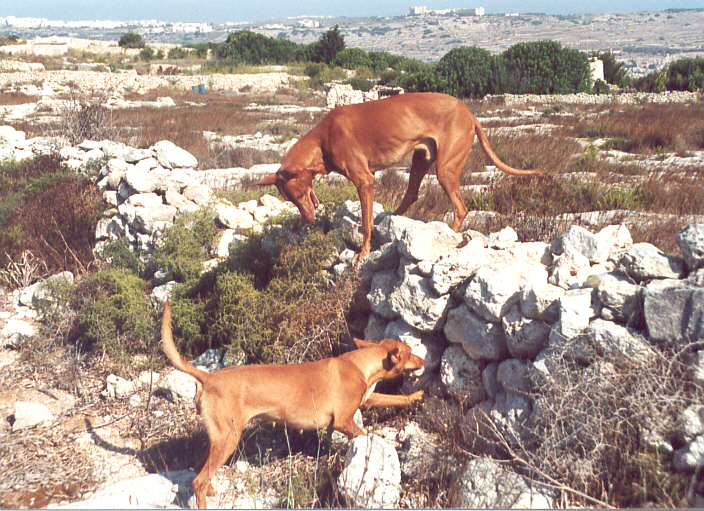
Két "Kelb-tal-fenek" nyúlvadászaton Málta szigetén

Úgy hiszik, a föníciaiak vitték magukkal, mikor letelepedtek Málta és Gozo szigetén. A fajta 5000 éves fennmaradásában jelentős szerepe van Máltának, ahol több mint 2000 éve honos. Itt a fáraókutyákat nyúlvadászatra tenyésztik, s a máltaiak "kelb-tal-fenek"-nek azaz nyulászebnek nevezik. 1935-ben a Harvard-Boston-expedíció, amely dr. George Reisen irányításával dolgozott a gizehi Kheopsz-piramistól nyugatra fekvő nagy temetőben, egy sírfeliratra bukkant, amely egy Abuwtiyuw nevű kutya eltemetéséről tanúskodott. A temetés mindazon ünnepélyes külsőségek közepette zajlott le, mint bármely jelentős egyiptomi személyiség esetében, éspedig Alsó- és Felső-Egyiptom királyainak parancsára. Akárcsak az egyiptomi nemesek, a kutya is a király állandó kíséretéhez tartozott, mindennapos résztvevője volt a király életének; s midőn kimúlt, az uralkodó parancsára ünnepélyes szertartás keretében saját sírhelyre temették el.